# Asphondylia pictipennis
Asphondylia pictipennis är en tvåvingeart som beskrevs av Jean-Jacques Kieffer 1913. Asphondylia pictipennis ingår i släktet Asphondylia och familjen gallmyggor.
Artens utbredningsområde är Kenya. Inga underarter finns listade i Catalogue of Life.